# Čakajovce
Čakajovce es un municipio del distrito de Nitra en la región de Nitra, Eslovaquia, con una población estimada a final del año 2024 de 1156 habitantes.
Se encuentra ubicado en el centro-oeste de la región, en el valle del río Nitra (cuenca hidrográfica del Danubio) y cerca de la frontera con la región de Trnava.

## Demografía
| Año        | 1994 | 2004    | 2014    | 2024    |
| ---------- | ---- | ------- | ------- | ------- |
| Población  | 1088 | 1069    | 1145    | 1156    |
| Diferencia |      | −1,74 % | +7,10 % | +0,96 % |

| Año        | 2023 | 2024 |
| ---------- | ---- | ---- |
| Población  | 1156 | 1156 |
| Diferencia |      | +0 % |